# Hotel (seriál)
Hotel je slovenský romanticko-komediální televizní seriál TV JOJ, který měl na Slovensku premiéru 4. dubna 2018. Seriál se natáčel v nádherném prostředí karpatských hor, malebné přírody a v krásných kaštelech v Budmericích a Tomášově.
V Česku bude mít premiéru 27. srpna 2018 na stanici JOJ Family.

## Děj
Ústřední příběh seriálu začíná, když se Dorota chystá na vlastní svatbu v hotelu. Přijde však na to, že ji její snoubenec jen využívá a podvádí, proto svatbu zruší. Dorota však musí zaplatit hotelu obrovský účet, na který nikdo z rodiny nechce přispět. Řešení je jednoduché, i když trochu bizarní – zaměstnat se v hotelu a částku odpracovat. Pod ochranná křídla si ji vezme manažer Roman, se kterým si postupem času vytvoří romantické pouto.

## Obsazení
- Milo Kráľ jako Roman Kaiser, manažer hotelu[4][5]
- Zuzana Konečná jako Dorota[4][6]
- Martin Meľo jako Miky, recepční[4][7]
- Vlastina Svátková jako Eva Hrmová, vedoucí recepce[4][8]
- Richard Stanke jako šéfkuchař[4][9]
- Pavol Šimun[4]
- Peter Šimun jako Kamil Lorenzovič, vrchní[4][10]
- Jevgenij Libezňuk jako Emil, masér[11]
- Tatiana Kulíšková jako Tereza, hospodyně[4][12]
- Zuzana Kronerová[4]
- Vladimír "Vlado" Černý[4]
- Juraj Ďurdiak jako ředitel hotelu[3][13]
- Judita Hansman[14]
- Martin Mňahončák[14]

## Seznam dílů

### První řada (2018)
| Č. v seriálu | Č. v řadě | Původní název      | Český název         | Režie         | Scénář           | Premiéra v SR  | Premiéra v ČR  |
| ------------ | --------- | ------------------ | ------------------- | ------------- | ---------------- | -------------- | -------------- |
| 1–2          | 12        | SvadbaO porozumení | SvatbaO porozumění  | Michal Kollár | Štefánia Grafová | 4. dubna 2018  | 27. srpna 2018 |
| 3            | 3         | Inšpektor          | Inspektor           | Michal Kollár | Štefánia Grafová | 6. dubna 2018  | 30. srpna 2018 |
| 4            | 4         | Čo si kto navarí   | Co si kdo navaří... | Michal Kollár | Štefánia Grafová | 11. dubna 2018 | 3. září 2018   |
| 5            | 5         | Láska nad jazerom  | Láska nad jezerem   | Michal Kollár | Štefánia Grafová | 13. dubna 2018 | 5. září 2018   |
| 6            | 6         | Leopold Mašlička   | Leopold Mašlička    | Michal Kollár | Štefánia Grafová | 18. dubna 2018 | 10. září 2018  |
| 7            | 7         | Labyrint srdca     | Labyrint srdce      | Michal Kollár | Štefánia Grafová | 20. dubna 2018 | 12. září 2018  |
| 8            | 8         | Štipni ma          | Štipni mě           | Michal Kollár | Štefánia Grafová | 25. dubna 2018 | 17. září 2018  |

### Druhá řada (2018)
V listopadu 2017 bylo oznámeno, že seriál získa druhou řadu.